# Parque Deportivo del Seguro Social
Parque Deportivo del Seguro Social  war ein Baseball-Stadion in  der Colonia Narvarte einem Ortsteil von Mexiko-Stadt.

## Historie
Nach Umbau des 1928 erbauten Stadion Parque Delta und Erweiterung wurde 1955 das nun rund 25.000 Zuschauer fassende Stadion umbenannt und neu eröffnet. Es war das größte Baseball-Stadion in ganz Mexiko und Heimspielstadion der Mannschaften Diablos Rojos del México und Tigres de Quintana Roo, die damals noch unter dem Namen Tigres Capitalinos bekannt waren und Austragungsort der Liga Mexicana de Béisbol.
1999 wurden das Stadion und die Parkanlage von dem Besitzer Instituto Mexicano del Seguro Social an die beiden Firmen Autocamiones Central, einer der größten Ford-Lkw-Händler in Mexiko, und die Grupo Gigante, eine Supermarkt- und Einzelhandelskette, verkauft. Am 1. Juni 2000 fand dort das letzte Spiel statt. Es spielten zum Abschied die Diablos gegen die Tigres, wobei die Diablos mit dem Entstand von 9:7 Gewinner waren.
2003 wurde das Einkaufszentrum mit dem alten Namen „Parque Delta“ auf dem historische Stadiongelände eröffneten. In der Eingangshalle des heutigen Einkaufszentrums erinnert eine verwaiste Gedenktafel an den Ort des ehemaligen Baseball-Stadions, die Wände im Fast-Food-Bereich zeigen Fotografien der großen Spieler der Diablos Rojos und Tigres. Die Parkebenen des Parkhauses werden anstelle von Buchstaben mit Baseballschlägern, Bälle und Spielerhandschuhen identifiziert. 

## Belege
- Eintrag im Buch: Guía de Medios 2001; Daten und Fakten der Los Diablos Rojos del México